# بينهر عليا (مقاطعة دالاهو)
بينهر عليا (بالفارسية: بی‌نهر علیا) هي قرية تقع في كرمانشاه في إيران. يقدر عدد سكانها بـ 268 نسمة .